# Voglia monotona
Voglia monotona är en fjärilsart som beskrevs av Hans Georg Amsel. Voglia monotona ingår i släktet Voglia och familjen mott. Inga underarter finns listade i Catalogue of Life.